# كازوكي إيهغاشير
كازوكي إيهغاشير (باليابانية: 江頭 一輝) (مواليد 13 مايو 1997)، هو لاعب كرة قدم كان يلعب كلاعب وسط.

## وصلات خارجية
- كازوكي إيهغاشير على موقع رابطة كرة القدم اليابانية للمحترفين (اليابانية)
- كازوكي إيهغاشير على موقع Soccerway.com (الإنجليزية)